# Elisabeth Terland
Elisabeth Terland, född den 28 juni 2001 i Stavanger, är en norsk fotbollsspelare.

## Karriär
Elisabeth Terland inledde sin seniorkarriär i Bryne FK år 2016. Hon har även spelat för Klepp och Brann innan hon 2022  kontrakterades av Brighton & Hove Albion. 2024 värvades hon av Manchester United. Hon har även representerat det norska damlandslaget där hon debuterade år 2021.